# 프리메라 페데라시온 페메니나
프리메라 페데라시온 페메니나(스페인어: Primera Federación Femenina de España)는 스페인의 여자 축구 2부 리그이다. 현재 16개 팀이 참가하고 있다. 상위 리그로는 프리메라 디비시온 페메니나(Primera División Femenina), 하위 리그로는 세군다 페데라시온 페메니나(Segunda Federación Femenina)가 있다.

## 역사
2018년 7월 24일에 스페인 왕립 축구 연맹이 16개 팀으로 구성된 프리메라 디비시온 페메니나와 112개 팀이 참가한 세군다 나시오날 페메니나 사이에 새로운 2부 리그를 설립하기로 결정했다. 2019-20 세군다 디비시온 페메니나 시즌은 2018-19 프리메라 디비시온 페메니나 시즌에서 강등된 2개 팀, 2018-19 세군다 나시오날 페메니나 시즌에 소속되어 있던 30개 팀이 참가했다.

## 진행 방식
프리메라 페데라시온 페메니나는 16개팀이 각 팀끼리 홈 & 어웨이로 2경기씩 총 30경기를 가지는 풀 리그 방식으로 진행한다. 우승팀은 리가 F로 승격하며, 차순위의 4개팀이 승격 플레이오프에 진출한다. 상위 리그의 2군팀인 경우에는 승격은 물론 플레이오프에서도 제외한다.
플레이오프에 진출한 4개팀은 정규 리그 순위대로 최상위 순위와 최하위 순위팀, 중간 순위의 두 팀이 서로 홈 & 어웨이로 토너먼트 방식의 경기를 가지며, 이 중 최종 우승팀이 승격한다.
반면에 하위 5개팀은 곧바로 세군다 페데라시온으로 강등 된다.

## 2024-25 시즌 참가 팀

### 북부 그룹
- SE AEM - 예이다
- 아틀레틱 빌바오 페메니노 B (Athletic Bilbao Femenino B) - 빌바오
- 아틀레티코 마드리드 페메니노 B (Atlético Madrid Femenino B) - 마드리드
- FC 바르셀로나 페메니 B (FC Barcelona Femení B) - 바르셀로나
- 데포르티보 알라베스 글로리오사스 (Deportivo Alavés Gloriosas) - 비토리아
- SD 에이바르 (SD Eibar) - 에이바르
- PM 프리올 (PM Friol) - 프리올
- 마드리드 CFF B (Madrid CFF B) - 산세바스티안데로스레예스
- CA 오사수나 페메니노 (CA Osasuna Femenino) - 팜플로나
- 레알 오비에도 페메니노 (Real Oviedo Femenino) - 오비에도
- CD 파르케솔 (CD Parquesol) - 바야돌리드
- CF 포수엘로 데 알라르콘 페메니노 (CF Pozuelo de Alarcón Femenino) - 포수엘로데알라르콘
- 라싱 산탄데르 (Racing Santander) - 산탄데르
- CE 시걸 (CE Seagull) - 바달로나
- 스포르팅 히혼 (Sporting de Gijón) - 히혼
- 사라고사 CFF (Zaragoza CFF) - 사라고사

### 남부 그룹
- 알라마 CF (Alhama CF) - 알라마데무르시아
- 카세레스 CFF (Cáceres CFF) - 카세레스
- UD 코예렌세 (UD Collerense) - 팔마데마요르카
- 코르도바 CF (Córdoba CF) - 코르도바
- CD 페마르긴 (CD Femarguín) - 모간
- 푼다시온 알바세테 (Fundación Albacete) - 알바세테
- 그라나다 CF (Granada CF) - 그라나다
- UD 그라나디야 테네리페 B (UD Granadilla Tenerife B) - 그라나디야데아보나
- CD 후안 그란데 (CD Juan Grande) - 산바르톨로메데티라하나
- 레반테 UD 페메니노 B (Levante UD Femenino B) - 발렌시아
- 말라가 CF 페메니노 (Málaga CF Femenino) - 말라가
- CD 포소알벤세 (CD Pozoalbense) - 포소블랑코
- 산타 테레사 CD (Santa Teresa CD) - 바다호스
- UD 타쿠엔세 (UD Tacuense) - 산크리스토발데라라구나
- 발렌시아 CF 페메니노 B (Valencia CF Femenino B) - 발렌시아
- 비야레알 CF (Villarreal CF) - 비야레알